# Усыпальница Шварценбергов
 Национальный памятник культуры Чешской Республики (регистрационный номер 251 NP от  2001 года)
Усыпальница Шварценбергов в Доманине (чеш. Schwarzenberská hrobka) — неоготическая гробница княжеского рода Шварценбергов рядом с селением Доманин в районе Йиндржихув-Градец Южночешского края.
Усыпальница находится посреди Тршебоньского парка на юго-востоке от пруда Свет, в двух километрах от площади Масарика в Тршебоне. Возведена в 70-х годах XIX века герцогом Крумловским Иоганном Адольфом II цу Шварценбергом по инициативе его жены Элеоноры Лихтенштейнской. В 2001 году вместе с Тршебоньским замком усыпальница была внесена в список национальных памятников культуры Чешской Республики.

## Предыстория строительства

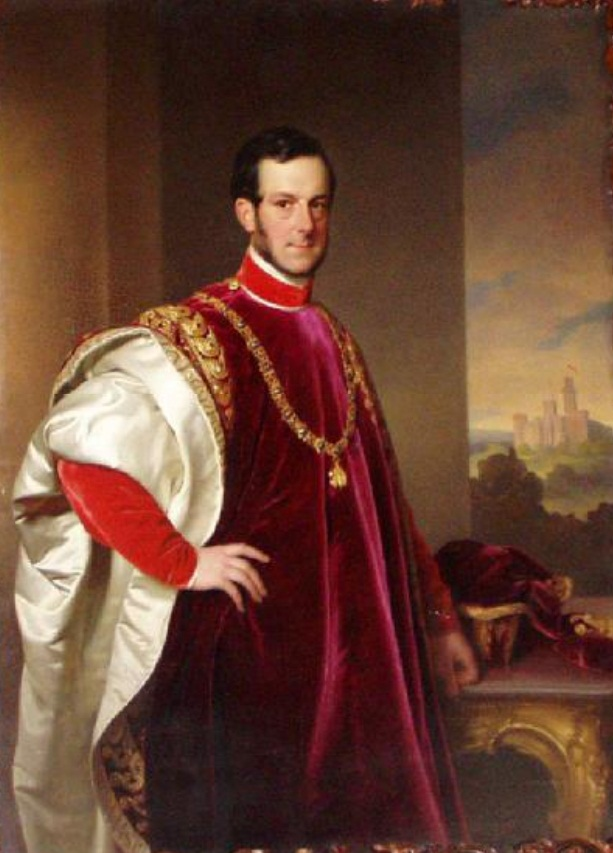
Иоганн Адольф II (1799—1888), князь цу Шварценберг, герцог Крумловский

С 1784 года представителей главной ветви рода Шварценбергов хоронили на кладбище костёла Святого Илии (возведён в 1574—1576 годах) возле пруда Свет в пригороде Тршебоня. Менее чем сто лет спустя возникла необходимость в более просторном и лучше соответствующем санитарным нормам месте захоронения. Поскольку на кладбище уже не оставалось свободного места, в 40-х годах XIX века герцог Крумловский Иоганн Адольф II (1799—1888), 7-й князь цу Шварценберг, и его супруга Элеонора Лихтенштейнская задумались о возведении новой семейной усыпальницы, причём инициатором строительства была именно супруга князя.
Первый проект новой усыпальницы был разработан в 1852 году за подписью Вильгельма Невенхорста и княжеского зодчего Домасиуса Деворецкого. В соответствии с проектом, предполагалось возвести небольшой костёл с клуатром вокруг квадратного двора, наподобие пизанского кладбища Кампо-Санто, в эклектическом романско-ренессансном стиле. Иоганн Адольф II одобрил проект и выделил 4 504 гульденов для начала строительства. Первоначально были начаты работы по благоустройству Тршебоньского парка, в котором предполагалось строительство, однако в 1859 году работы были приостановлены, так как в это время большинство средств было направлено на финансирование отделочных работ в замке Глубока. Строительство гробницы было отложено на 15 лет, появилось даже предложение устроить её в костёле бывшего Златокорунского монастыря.
Несмотря на это, идея возведения новой усыпальницы не покидала Иоганна Адольфа II и в 1860 году он начал переговоры с известным австрийским архитектором Фридрихом фон Шмидтом. В том же году Шмидт создал первый эскиз усыпальницы Шварценбергов. Согласно его замыслу, усыпальница представляла собой двухэтажное здание со специальным входом в нижнюю часть. Вход во второй этаж осуществлялся через внешнюю двухплечевую лестницу. Хотя проект фон Шмидта и не был реализован, его эскиз стал прообразам будущего строения усыпальницы.

## Возведение усыпальницы
27 июля 1873 года скончалась супруга Иоганна Адольфа II княгиня Элеонора, что побудило князя возобновить строительство новой усыпальницы в Доманине. Директор строительного департамента Шварценбергов Дамасиус Деворецкий разработал несколько вариантов архитектурного проекта. Фридрих фон Шмидт также представил новый проект, созданный в результате доработки и развития проекта 1860 года. В частности, в его проекте средняя часть усыпальницы была дополнена круговой площадкой. Проект Шмидта не стал окончательным, так как его затем существенно доработал, приспособив к местным ландшафтным особенностям, Дамасиус Деворецкий, в работе которого принимал участие сам герцог Иоганн Адольф II и ассистент строительного департамента Ян Седлачек.
Строительство усыпальницы было начато 14 июля 1874 года под руководством шварценбергского зодчего Карела Кюгнеля. В строительстве, продолжавшемся три года, принимали участие мастер плотницкого дела Иоганн Штифтер и строитель Людвиг Киндерманн. 29 июля 1877 года капелла Божественного Искупления в Шварценбергской усыпальнице была освящена архиепископом Пражским кардиналом Фридрихом цу Шварценбергом, братом князя Иоганна Адольфа II.
Строительство усыпальницы обошлось шварценбергской казне в 260 212 гульденов, ещё 25 631 гульденов ушло на устройство окружающего усыпальницу парка. В усыпальнице была перезахоронена княгиня Элеонора, а после своей смерти был погребён и князь Иоганн Адольф II цу Шварценберг, переживший супругу на пятнадцать лет.
|                                                    |  |           |  |            |  |                                                       |
| Герб князей Шварценбергов над входом в усыпальницу |  | Вид сбоку |  | Вид сверху |  | Одна из скульптур ангелов в верхней части усыпальницы |

## Описание
Шварценбергская усыпальница в Доманине представляет собой двухэтажное восьмиугольное (октогональное) в плане строение в неоготическом стиле с пирамидальной верхней частью. Нижний этаж представляет собой собственно гробницу, в которой размещены гробы 26-ти забальзамированных представителей рода Шварценбергов (а также одно символическое захоронение), умерших в основном в очень раннем возрасте от разных болезней (пневмонии, дифтерии и др.) или несчастных случаев. Наибольшую художественную ценность представляет саркофаг из каррарского мрамора, изготовленный в 1789 году римским скульптором Алессандро Трипелли. Саркофаг принадлежит князю Иоганну I Непомуку (1742—1789) и обошёлся шварценбергской казне в 25 000 гульденов. В гробнице находятся три плиты, на которых выгравированы тексты похоронных телеграмм императора Франца Иосифа. Рядом стоят скульптуры, олицетворяющие Справедливость и Изобилие. Изображённая здесь орлица символизирует материнскую любовь. Здесь же находится скульптура «Маленького гения», держащего щит с родовым гербом Шварценбергов. Согласно преданию, тот, кто прикоснётся к этому щиту, обретёт мудрость.
Над гробницей находится верхний этаж с капеллой и опоясывающей круговой площадкой наверху, обрамлённой статуями ангелов-хранителей. Над этой площадкой верхнего этажа возвышается центральная часть усыпальницы с большими окнами по кругу и восьмиугольной пирамидальной крышей. Главный вход в верхний этаж осуществлялся через внешнюю двухплечевую лестницу, под которой расположен вход в нижний этаж усыпальницы.
Главный вход в верхний этаж начинается с притвора, над которым возвышается восьмиугольная в плане башенка с пирамидальной крышей. В архитектуре притвора на фоне преобладающей готики в нижней части единичным явлением смотрятся романские окна с многолапостными арками. Во всём остальном здесь гармонично использованы многочисленные атрибуты готической архитектуры: гаргульи, аркбутаны, контрфорсы с пинаклями и тому подобное.
В противоположной части верхнего этажа расположена капелла Божественного Искупления с алтарём и меньшей пирамидальной крышей. Особенностью алтаря является то, что он находится в крипте и ориентирован на юг, в то время как традиционно католические алтари строились ориентированными на восток. Эта особенность связана с тем, что при проектировании усыпальницы князь Иоганн Адольф II пожелал, чтобы её вход был обращён в сторону города Тршебонь. На первый взгляд алтарь кажется вытесанным из дерева, однако в действительности такой эффект производит его облицовка, сделанная из дроблёного белого истрийского мрамора, белого песчаника и гипса.
Усыпальница построена из специально для этого изготовленного кирпича, которому при производстве пытались предать вид тёсаного камня.

## Новейшая история
В 1921 году усыпальница подверглась ограблению, в процессе которого был вскрыт гроб князя Иоганна Адольфа II. Злоумышленники не нашли в нём никаких драгоценностей, зато в результате вскрытия было обнаружено, что тело князя за 40 лет практически не подверглось разложению и сохранилось в почти идеальном состоянии.
Последнее захоронение в усыпальнице было произведено в 1939 году, а ежедневные мессы в капелле усыпальницы проводились вплоть до 1948 года. 13 августа 1947 года всё имущество главной («Глубоцкой») ветви княжество Шварценбергов, в том числе и усыпальница в Доманине, было национализировано в соответствии со специальным законом Чехословацкой Республики № 143/1947 Sb. от 10 июля 1947 года (так называемый Lex Schwarzenberg). Этот закон действует до сих пор.
7 января 2009 года Конституционный суд Чешской Республики в ответ на жалобу Альжбеты Пезольдовой, внучки и наследницы последнего собственника шварценбергского имущества князя Адольфа Шварценберга (ум. 1950), выразил мнение, что родовая усыпальница является местом, на которое распространяется право заявительницы на уважение и охрану её частной и семейной жизни, и по этой причине не могла быть включена в состав имущества, национализированного законом от 10 июля 1947 года. При этом Конституционный суд указал, что данное право распространяется только на здание усыпальницы и земельный участок под ней и не распространяется на территорию прилегающего к гробнице парка.
В 2010 году Альжбета Пезольдова подала в Йиндржихувградецкий районный суд иск против Чешской Республики и Национального института памятников, требуя признать за ней право наследования усыпальницы и окружающего её паркового комплекса. Опираясь на мнение Конституционного суда, районный суд признал право наследования Альжбеты Пезольдовой исключительно только на само здание усыпальницы и земельного участка под ней. Данное решение затем было подтверждено постановлением краевого суда Южночешского края. Кроме того, Южночешский краевой суд отметил, что единственным наследником имущества князя Адольфа Шварценберга может считаться князь Карел Шварценберг, который перед этим также вступил в судебный процесс в качестве заявителя.